# Numerologie

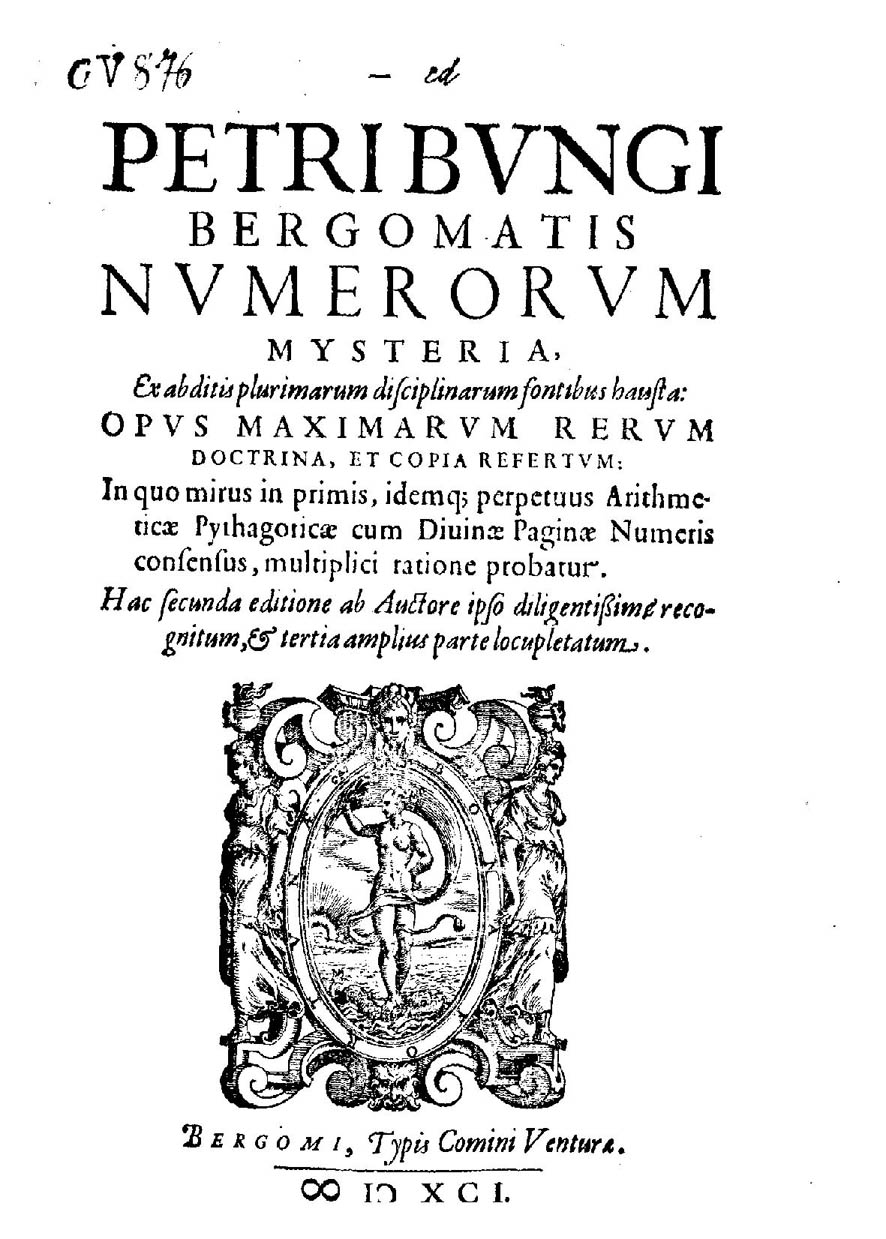
Pietro Bongo, Numerorum mysteria, 1591

Numerologie (z lat. numerus, číslo) je nauka o číslech. Je prastará a po staletí zůstávala tajemstvím úzkého kroužku vyvolených. 
Podle tradice se vznik numerologie spojuje se zasvěcenci z Egypta a s Hermem Trismegistem, řečeným „Třikrát velký”. Ať tak či onak, numerologii v jejích podobách - popisné, jasnovidecké a věštecké - najdeme u všech národů, jež po sobě zanechaly písemné památky, ať už to byli Číňané, Chaldejci, Indové, Řekové nebo Římané.

## Významy čísel v numerologii
Vojtěch Mornstein dělí numerologii na čistou a aplikovanou. Podle toho pak mají jednotlivá čísla i svůj význam. V čisté numerologii jde o vlastnosti čísel, které se projevují například tzv. magickými čtverci. Aplikovaná numerologie pak používá čísla z reálného světa a údajné souvislosti mezi nimi (například rozměry Chufuovy pyramidy a vzdálenost Země od Slunce).

### Přirozené významy
S určitými počty se člověk stále setkává v pevných a charakteristických souvislostech, například:
- 1 – jednotka, celek
- 2 – pár (oči, ruce, nohy), den a noc, muž a žena, sudý a lichý atd.
- 3 – trojúhelník, trojlístek, trojnožka
- 4 – čtverec, tělesná orientace, světové strany
- 5 – prsty na ruce
- 10 – prsty obou rukou atd.

Další počty se dají odvodit z pozorování oblohy:
- 7 – Slunce, Měsíc a velké planety; Plejády; dny mezi čtvrtěmi Měsíce
- 12 – měsíce v roce
- 360 – zaokrouhlený počet dní v roce (12 × 30) [2]

### Odvozené významy
Protože se čísla 3 a 4 často chápala jako „základní“, dostala zvláštní význam i čísla 7 (3+4) a 12 (3×4), která znamenala úplnost, dokonalost. Tak tomu je například v egyptské a babylonské symbolice, u pythagorejců nebo v Bibli (12 kmenů Izraele, 12 malých proroků, 12 apoštolů). Číslo 70 (například v legendě o řeckém překladu Tóry, Septuagintě) se chápalo jako (přibližný) součin 7×12.

### Písmena jako číslice
Ve všech kulturách, které používaly abecedu, sloužila jednotlivá písmena také k označení číslic a čísel. V řečtině znamenala písmena alfa až théta čísla 1 až 9, další písmena znamenala desítky a písmena ró až ómega stovky. Podobně tomu bylo v hebrejštině i ve slovanských abecedách. Tím vznikla možnost vypočítat „číselnou hodnotu“ slov, což se často používalo ve starověké gnózi, v kabale a podobně.

### Významy číslic v čínské kultuře
V staré Číně a v dalších východoasijských kulturách se významy číslic odvozovaly od podobnosti slov. Tak slovo pro „čtyři“ zní podobně jako slovo pro „smrt“ a čtyřka je tudíž nešťastné číslo.

## Moderní numerologie
Slovo „numerologie“ se v angličtině poprvé objevilo v roce 1911 s obecně rostoucím zájmem o okultní jevy. Nápadným shodám čísel věnoval velkou pozornost Sigmund Freud například v „Úvodu do psychoanalýzy“ a řada dalších autorů. Numerologie je prostředkem pro různá věštění a hledání esoterních souvislostí.

## Kritika numerologie
Numerologie je skeptiky označována za zcela iracionální a původně patřící do rámce starověké gnóze a středověké kabaly. Jiří Heřt uvádí, že numerologie ve skutečnosti nemá žádnou teorii, číslovky nemají žádný hlubší význam, charakterové vlastnosti jsou zcela arbitrálně přiřazovány k jednotlivým číslovkám a žádný vztah mezi čísly a vlastnostmi člověka neexistuje. Vojtěch Mornstein považuje numerologii za odvětví aritmetiky, které se zbývá nesmyslnými výpočty. Kritici též upozorňují na numerologické kanceláře, které slibují výklady budoucnosti či odhalení skutečných osobnostních vlastností za poplatek.